# Stormyrsjön, Hälsingland
Stormyrsjön är en sjö i Ljusdals kommun i Hälsingland och ingår i Ljusnans huvudavrinningsområde. Sjön har en area på 0,123 kvadratkilometer och ligger 248,1 meter över havet. Stormyrsjön ligger i Ängraån Natura 2000-område. Sjön avvattnas av vattendraget Borrån.

## Delavrinningsområde
Stormyrsjön ingår i det delavrinningsområde (686768-147237) som SMHI kallar för Utloppet av Stormyrsjön. Medelhöjden är 331 meter över havet och ytan är 4,93 kvadratkilometer. Räknas de 7 avrinningsområdena uppströms in blir den ackumulerade arean 57,49 kvadratkilometer. Borrån som avvattnar avrinningsområdet har biflödesordning 3, vilket innebär att vattnet flödar genom totalt 3 vattendrag innan det når havet efter 172 kilometer. Avrinningsområdet består mestadels av skog (84 procent). Avrinningsområdet har 0,12 kvadratkilometer vattenytor vilket ger det en sjöprocent på 2,5 procent.